# Macklemore
Бен Хаггерти (англ. Benjamin Haggerty, род. 19 июня 1983, Сиэтл, Вашингтон, более известный под псевдонимом Ма́клемор (англ. Macklemore), ранее известен как Профессор Маклемор (англ. Professor Macklemore) — американский рэпер и музыкант.
Сольную карьеру начал в 2000 году. По состоянию на май 2013 года выпустил один микстейп, три мини-альбома и два альбома без поддержки крупных звукозаписывающих компаний. Его видеоклип «Thrift Shop» стал очень популярным на Youtube, набрав более 1 миллиарда просмотров; в США сингл достиг первого места в Billboard Hot 100 с продажами свыше 7 миллионов копий. Это первый случай с 1994 года, когда песня добирается до первого места в хит-параде США без какой бы то либо поддержки мейджор-лейбла.

## Биография
Бен Хаггерти родился и вырос в районе Кэпитол Хилл, в Сиэтле, в семье Билла Хаггерти и Джулии Шотт, которые переехали в Сиэтл из Окленда. Отец Бена тогда работал продавцом мебели, а мать была социальным работником. У Бена есть младший брат Тим. Именно в Сиэтле он получил своё образование, которое и помогло ему подняться на ноги.
Хотя он и не родился в семье музыкантов, родители его всегда поддерживали в том, что он хотел им стать. В свои шесть лет он узнал, что такое хип-хоп, слушая Digital Underground. Уже в четырнадцать лет он начал писать свои стихи. В этом возрасте друзья называли его Möcklimore.

## Личная жизнь
С 27 июня 2015 года женат на Трише Дэвис, с которой встречался 9 лет до их свадьбы и с которой был помолвлен с 21 января 2013 года. У супругов есть трое детей: дочери Слоун Эйва Симон Хаггерти (род. 29.05.2015), Колетт Коала «Коко» Хаггерти (род. 16.05.2018) и сын Хьюго Джек Хаггерти (род. 30.07.2021).

## Карьера
В 2000 году под именем Professor Macklemore распространил свой первый мини-альбом Open Your Eyes. Позже потерял титул профессора от прежнего псевдонима и выпустил полноценный студийный альбом The Language of My World.

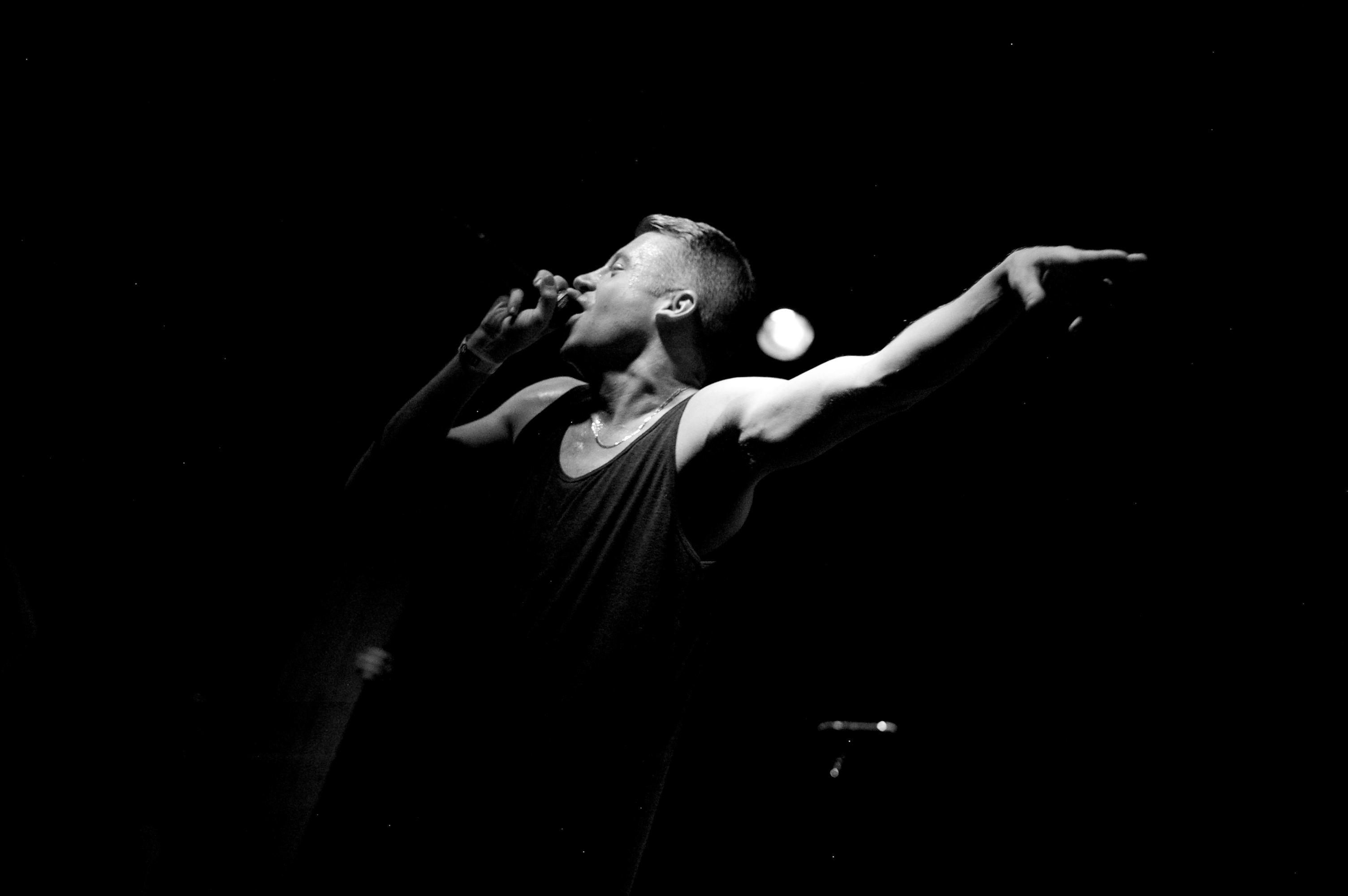

С 2005 по 2008 не возобновлял свою музыкальную карьеру по состоянию здоровья в связи со злоупотреблением наркотиками.
В октябре 2008, после прохождения реабилитации в Канаде, возвращается к музыке, начиная работать с продюсером Райаном Льюисом. Позже они выпускают два мини-альбома.
В июле 2012 года Хаггерти и Льюис объявляют о выпуске своего первого полноценного альбома, The Heist, выход которого состоялся 9 октября 2012. В поддержку альбома последовал мировой тур. The Heist занял первое место в iTunes-продажах в США через несколько часов после релиза.
Песня «Same Love» (при уч. Мэри Ламберт), из этого альбома, посвященная проблемам восприятия ЛГБТ-представителей в американском обществе, считается очень смелым произведением для рэп-артиста, и вообще первым случаем освещения этой темы в американском рэпе.
В августе 2015 года был анонсирован второй альбом дуэта под названием This Unruly Mess I’ve Made, релиз которого состоялся 26 февраля 2016 года. Альбом включает 13 песен, в том числе совместные: с Melle Mel, Kool Moe Dee, Grandmaster Caz («Downtown»), KRS-One и DJ Premier («Buckshot»), Эдом Шираном («Growing Up»). В песне «White Privilege» артист рассуждает на тему расового неравенства, рассказывает о своём опыте пребывания на маршах протеста. (Первая часть «White Privilege» вышла на альбоме The Language of My World в 2005 году).
В 2017 году, впервые за 12 лет, вышел сольный альбом Маклемора GEMINI («Близнецы»). В этом альбоме на гостевых треках отметились представители нового рэп-комьюнити, например: Offset, Lil Yachty, должен был быть фит с Трэвисом Скоттом («Ten Million»).
В период с 2017 по 2020 год артист не выпускал нового материала, за исключением новогодней песни «It’s Christmas Time» (2019), объясняя это желанием больше времени проводить с семьёй и заниматься воспитанием дочерей. Однако Macklemore неоднократно заявлял, что работа над новым альбомом всё-таки идёт.
В 2021 году рэпер основал собственный бренд одежды Bogey Boys и открыл флагманский магазин бренда в родном Сиэтле.
После долгого затишья в музыкальной деятельности, в октябре 2021 года Бен выпустил песню «Next Year» (при уч. Windser), которую спродюсировал Райан Льюис. До выхода песни музыканты выпустили шутливое видео I Ran Into Ryan at the Store — карикатуру на встречу старых друзей в магазине.
6 мая 2024 года, протестуя против сионистской агрессии в Газе, выпустил песню Hind's Hall. Название песни является отсылкой к переименованию пропалестинскими активистами Гамильтон-холла Колумбийского университета в «Хиндс-холл» в честь Хинд Раджаб, пятилетней палестинской девочки, убитой израильскими войсками в секторе Газа. В песне Маклемор критикует финансирование США Израиля, а также называет оккупацию Израилем палестинских территорий апартеидом.

## Дискография
Студийные альбомы
- The Language of My World (2005)
- The Heist (совместно с Райаном Льюисом) (2012)
- This Unruly Mess I’ve Made (совместно с Райаном Льюисом) (2016)
- Gemini (2017)
- Ben (2023)

Микстейпы
- The Unplanned Mixtape (2009)

Мини-альбомы
- Sampler (2005)

## Видеография
- «The Town» (2009)
- «My Oh My» (2011)
- «Irish Celebration» (2011)
- «Wings» (2011)
- «Otherside (Remix)» (2011)
- «And We Danced» (2011)
- «Victory Lap» (2012)
- «Thrift Shop» (2012)
- «Same Love» (2012)
- «Can’t Hold Us» (2013)
- «Gold Rush» (2013)
- «White Walls» (2013)
- «Downtown» (2015)
- «Kevin» (2016)
- «Brad Pitt’s cousin» (2016)
- «Dance Off» (2016)
- «Drug Dealer» (2016)
- «Glorious» (2017)
- «Marmalade» (2017)
- «Good Old Days» (2017)
- «Corner store»(2017)
- «How To Play The Flute» (2018)
- «It’s Christmas Time» (2019)
- «Next Year» (2021)

## Награды
2013 год
- «Billboard Music Awards»: «Рэп-песня года» (песня «Thrift Shop»).
- «BET Awards»: «Лучшая группа» (с Райаном Льюисом).
- «Much Music Video Awards»: «Международное видео года группы» (видео «Thrift Shop»).
- «Teen Choice Awards»: «Лучший хип-хоп артист», «Лучший хип-хоп трек» (трек «Can’t Hold Us»).
- «MTV Video Music Awards»: «Лучшее хип-хоп видео» (видео «Can’t Hold Us»), «Лучшее видео с социальным посланием» (видео «Same Love»), «Лучшая операторская работа» (видео «Can’t Hold Us»).
- «YouTube Music Awards»: «Прорыв года» (с Райаном Льюисом).
- «MTV Europe Music Awards»: «Лучший новый артист» (с Райаном Льюисом).
- «American Music Awards»: «Лучший хип-хоп исполнитель», «Лучший альбом в стиле хип-хоп» (альбом The Heist).

2014 год
- «People's Choice Awards»: «Лучший исполнитель в стиле хип-поп» (с Райаном Льюисом).
- «Grammy Awards»: «Лучший новый исполнитель» (с Райаном Льюисом), «Лучшее вокальное рэп-исполнение», «Лучшая рэп-песня» (трек «Thrift Shop»), «Лучший рэп-альбом» (альбом «The Heist»).
- «Billboard Music Awards»: «Лучшая песня в стиле хип-хоп» (сингл Can’t Hold Us).